# Cadlina luteomarginata
La cadlina de borde amarillo (Cadlina luteomarginata) es una especie de babosa de mar, un nudibranquio, sin concha, molusco gasterópodo perteneciente a la familia Cadlinidae.

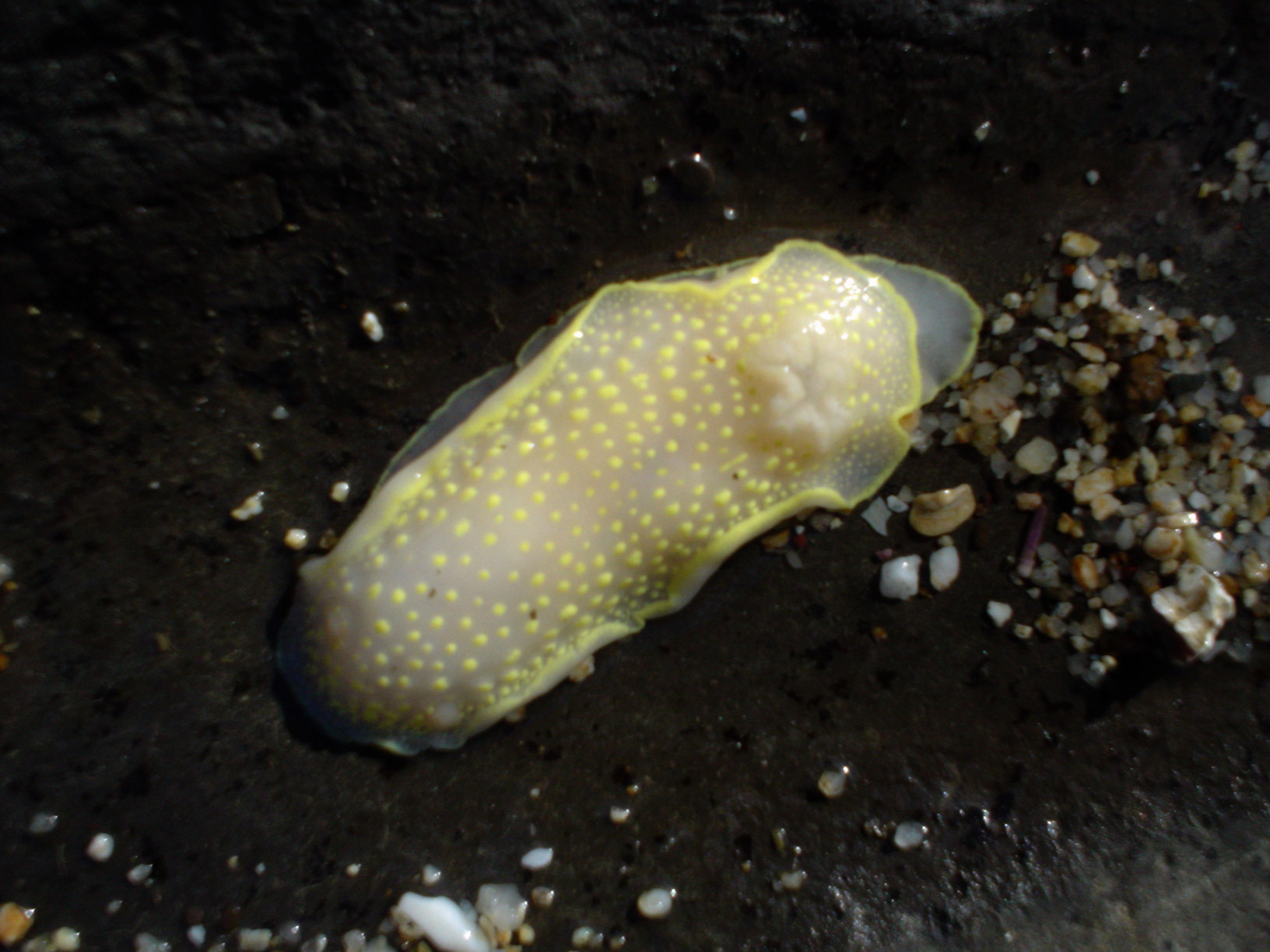
Esta Cadlina luteomarginata está fuera del agua en una poza de marea en California, por lo que sus rinóforos y branquias se han hundido en su cuerpo.

## Distribución
Este nudibranquio vive en el este del Pacífico desde Alaska hasta México. Los informes de esta especie de la costa oriental de América del Norte, deben ser investigados. Actualmente, no hay pruebas concretas de que esta especie se encuentra en el Océano Atlántico.

## Descripción
La Cadlina luteomarginata es una babosa de mar de color blanco, forma ovalada, con proyecciones de color amarillo sobre el dorso y un borde de color amarillo brillante al manto. Muestra cerca de la parte trasera un anillo de seis branquias plumosas de color amarillo con punta y rinóforos. Las antenas tienen forma de peine. La rádula tiene enganchado fuertemente los dientes laterales. Sus glándulas subepiteliales son compuestas y constan de grandes vacuolas con contenido manchado azulado. Las aglomeraciones de tejido glandular se pueden encontrar en el ápice de los tubérculos.
C. luteomarginata produce el terpenoide veintitrés de carbono Luteona.

## Hábitos de vida
Esta especie vive bajo rocas y en esteros de la zona intermareal hasta una profundidad de unos 20 m en la zona circalitoral. Se alimenta de varias especies de esponjas y también esponjas del orden Dendroceratida. Es presa de estrellas de mar, como Solaster dawsoni.